# Наши баптистские принципы
«Наши баптистские принципы» — катехизационная брошюра, написанная баптистским пресвитером и миссионером Я. Я. Винсом. Содержит перечень семи основополагающих принципов баптистского вероучения и их подробное обоснование. Брошюра, впервые изданная в 1924 году, до настоящего времени пользуется популярностью у верующих.

## Общие сведения
Брошюра была написана в Благовещенске-на-Амуре в 1923 году, а издана в Харбине (Маньчжурия) в типографии Л. М. Абрамовича в 1924 году. Объём брошюры составил 83 страницы.
В предисловии автор сообщает, что многое в этой работе было позаимствовано из брошюры Leitfaden zum Studium der Baptistischen Principicen Ф. Фридриха и книги Glaubensbekentnis der Baptisten Петтенгала.
Примечательно, что обозначая авторство брошюры, Я. Я. Винс представил себя как «миссионера Генерального Миссионерского общества Германо-баптистских церквей Северной Америки». Во время написания брошюры в 1923 году он являлся пресвитером баптистской общины Благовещенска-на-Амуре и председателем Дальневосточного отдела Всероссийского Союза баптистов. В 1924 году он некоторое время жил в Харбине и возглавлял там местную баптистскую общину. Одновременно Я. Я. Винс действительно являлся миссионером, которого поддерживали американские меннониты — бывшие немецкие колонисты в Российской империи, эмигрировавшие в США в результате религиозных преследований эмигрантами во второй половине XIX века.

## Содержание
Брошюра состоит из девяти разделов:
1. Предисловие.

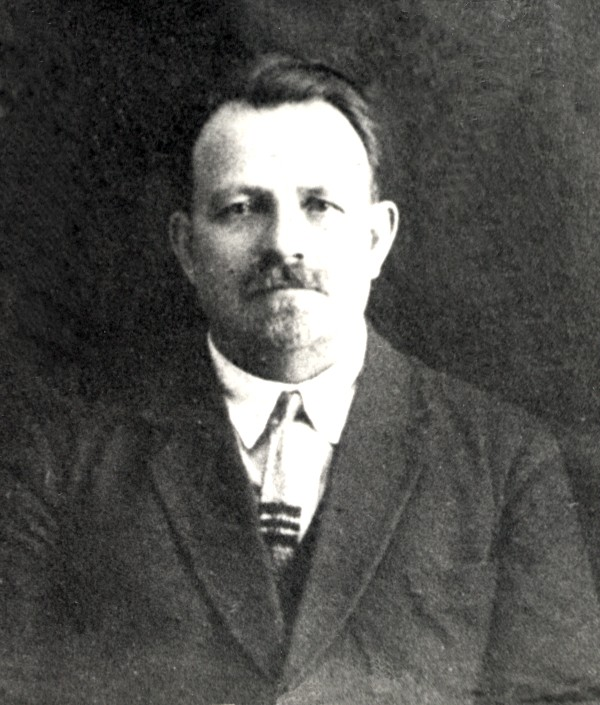
Автор брошюры Я. Я. Винс

2. Первый принцип. Священное Писание — наше единственное правило и руководство во всех делах и вопросах веры и жизни.
3. Второй принцип. Абсолютная свобода совести для всех.
4. Третий принцип. Церковь Божия состоит исключительно из возрождённых людей.
5. Четвёртый принцип. Крещение и Вечеря Господня принадлежат исключительно верующим людям.
6. Пятый принцип. Независимость каждой отдельной поместной церкви.
7. Шестой принцип. Равноправие всех членов каждой поместной церкви.
8. Седьмой принцип. Отделение церкви от государства.
9. Влияние наших принципов на мир.

По мнению баптистского историка и богослова С. В. Санникова, это наиболее раннее представление о семи принципах, утверждённых в русско-украинском евангельско-баптистском братстве (у баптистов других национальностей число принципов варьируется от пяти до девяти и звучат они иначе). Санников отмечает, что на протяжении второй половины XX столетия содержание этих принципов в связи с различными внешними и внутренними обстоятельствами менялось как в СЦЕХБ, так и во ВСЕХБ. Однако в итоге к 1970 году ВСЕХБ стал публиковать принципы, идентичные принципам в изложении Я. Я. Винса. «Только принцип свободы совести перемещён со второго на шестое место, что также вероятно связано с политическими причинами», — отмечает Санников.
«Сравнивая баптистские принципы славянского братства ЕХБ с аналогичными англоязычными публикациями, можно сразу сказать, что на Востоке больше привязаны к определённому числу (7) и своеобразию исторического момента, чем к глубинной сущности баптистской идентичности», — отмечает Санников.